# Роджено
Роджено (італ. Rogeno) — муніципалітет в Італії, у регіоні Ломбардія, провінція Лекко.
Роджено розташоване на відстані близько 510 км на північний захід від Рима, 36 км на північ від Мілана, 13 км на південний захід від Лекко.
Населення — 3194 особи (2014).
Щорічний фестиваль відбувається 13 серпня. Покровитель — SS. Ippolito e Cassiano.

## Демографія
Населення за роками:

Станом на 1 січня 2023 року в муніципалітеті офіційно проживало 186 іноземців з 34 країн, серед них 27 громадян країн Євросоюзу та 3 громадяни України.

## Сусідні муніципалітети
- Бозізіо-Парині
- Коста-Мазнага
- Мероне
- Мольтено